# Битва при Гелиополисе
Битва при Гелиополисе — сражение 20 марта 1800 года между французской и турецкой армиями.

## Предыстория
24 января 1800 г., французские и турецкие уполномоченные при посредничестве английского адмирала Сиднея Смита подписали в Эль-Арише конвенцию об очищении французами Египта; французская армия в 45-дневный срок обязывалась передать туркам все укреплённые пункты страны, за исключением Александрии, Розетты и Абукира, где должна была произойти посадка армии на суда для перевозки её во Францию. Визирь со своей стороны обязывался выплатить французской армии ок. 750 т. р.
Французский главнокомандующий, генерал Клебер, утвердив конвенцию 28 января, приступил к её выполнению. Катиех, Салехие, Бильбейс, Думьят, Лесбех уже были заняты турками, Каир вскоре должен был также перейти в их руки, французы уже следовали из Верхнего Египта в Нижний для посадки на суда, многие французские генералы отправились на родину, как вдруг генерал Клебер получил от Сиднея Смита известие, что английское правительство не согласно с Эль-Аришской конвенцией и требует сдачи французской армии. Клебер 19 марта сообщил визирю, что он прерывает мирные отношения до тех пор, пока английское правительство не согласится утвердить конвенцию.

## Сражение
Получив письмо Клебера, визирь решил двинуться 20 марта (50 тысяч человек и 20 орудий) вверх по правому берегу Нила к Каиру и овладеть им. В 3 часа ночи французы (12 тысяч человек, 60 орудий) тоже выступили из лагеря впереди Каира в следующем порядке: дивизия Фриана на правом фланге и Ренье на левом, в 4 каре каждая, имея артиллерию между каре; кавалерия Леклерка в колоннах, с конной артиллерией и 4 эскадрона на верблюдах между дивизиями Фриана и Ренье; 2 батальона в каре и конный конвой Клебера (гиды), под его личным начальством, в резерве за левым крылом дивизии Ренье; резервная артиллерия — позади центра.
Пользуясь ночной темнотой, французы незамеченными подошли к передовым турецким войскам каирского паши Нассифа; 6 тысяч янычар занимали селение Эль-Матарие (примыкавшее к развалинам Гелиополиса), прикрыв его несколькими плохими окопами; вправо до Нила и влево до мечети Сибилли-Халлем развернулись конница и мамелюки. Клебер решил отрезать авангард противника от его главных сил, находившихся в то время в 12 км позади, у селения Эль-Ханка; дивизия Фриана была направлена к Сибилли-Халлем, оттеснила находившуюся здесь конницу и двинулась в промежуток между Гелиополисом и селением Эль-Марек.
Дивизия Ренье, дойдя на пушечный выстрел до села Эль-Матарие, остановилась, чтобы дать Фриану время закончить движение. В это время Клебер заметил, что от турецкого авангарда отделилась колонна, составленная из пехоты и конницы, которая направилась вдоль берега Нила к Каиру; его конвой атаковал мамелюков, но сам был окружен ими; тогда Клебер двинул на помощь пехотную полубригаду и драгунский полк, которые хотя и выручили гидов, но остановить турецкую колонну не могли.
Между тем Ренье, увидя, что Фриан выполнил возложенную на него задачу, приказал 8 гренадерским ротам, прикрывавшим углы его каре, вытеснить турок из Эль-Матарие. Гренадеры в двух колоннах двинулись к селению; янычары, выйдя из-за окопов, бросились на левую колонну, но правая атаковала их во фланг, опрокинула в окопы, а затем в Эль-Матарие; видя невозможность удержать селение, янычары сделали попытку отойти, но были атакованы войсками Фриана, довершившими поражение. Покончив с янычарами Нассифа-паши, французы направились навстречу главным силам визиря, который двинулся на поддержку своих передовых войск.
К моменту столкновения турки успели расположиться на линии сел Эль-Марек — Сириак; Клебер приказал дивизии Ренье атаковать Сириак, а Фриан получил задачу обойти правый фланг турок и захватить Эль-Марек. Визирь двинул все войска сомкнутыми колоннами в контратаку, но французы отразили турок огнем и штыками; тогда визирь отдал своей коннице приказание рассеяться и атаковать французское каре со всех сторон одновременно; но и эта атака была отражена картечным и ружейным огнем, после чего визирь поспешно отошел к Эль-Ханка. Следуя по пятам, французы не дали туркам времени устроиться, принудили продолжать отступление и бросить весь лагерь.
Прибыв в Эль-Ханка, Клебер узнал, что колонна Нассиф-паши, направившаяся от Гелиополиса к Каиру, атаковала последний, и в тот же момент в нём вспыхнуло восстание против французов. Отправив бригаду Лагранжа на помощь Вердье и Зайончеку, занимавшим с 2 тысячами человек каирские форты, Клебер в ночь на 22 марта двинулся далее на Бильбейс и Салехие, вслед за визирем. Заняв без сопротивления Бильбейс, Клебер отрядил к Каиру Фриана с одной бригадой, сам же направился к Салехие, где визирь собрал остатки армии и откуда выслал навстречу французам парламентера, надеясь, что Клебер согласится возобновить переговоры. Но французский главнокомандующий не принял парламентера.

## Итоги
К вечеру 23 марта дивизия Ренье, опрокинув у Кораина турецкий конный отряд, пытавшийся преградить ей дорогу, расположилась в 8 км от Салехие. Между тем, визирь, узнав об отказе Клебера и не решаясь на новый бой, поспешно двинулся, лишь со слабым конвоем, через пустошь в Сирию; после отъезда своего начальника турецкие войска, бросив артиллерию и тяжести, рассеялись во все стороны и были почти поголовно истреблены бедуинами.